# Nicholas Malby
Sir Nicholas Malby (1530? –1584) fue un militar inglés activo en Irlanda, Lord Presidente de Connaught de 1579 a 1581.

## Vida
Nació probablemente en torno a 1530 y en 1556 su nombre aparece en una lista de personas dispuestas a participar en la colonización de Leix en Irlanda. El 6 de agosto de 1562 fue declarado culpable de falsificación y condenado a muerte junto a tres de sus socios; se libró de la ejecución al aceptar servir a las órdenes de Ambrose Dudley, conde de Warwick, en Francia, del que llegaría a ser secretario. En 1565 fue enviado a España, recibiendo elogios por su gestión de Phayre, el ministro inglés en Madrid. A su regreso a Inglaterra fue enviado a Irlanda y poco después fue nombrado sargento mayor del ejército por Sir Henry Sidney. Tras la muerte de Shane O'Neill en 1567, fue enviado a Carrickfergus para ayudar al Capitán Piers a controlar a los escoceses de los Glynn. Fue amonestado por los Lores justicia por incautar el ganado de Brian MacPhelim O'Neill y otros irlandeses en concepto de pago del cess, pero obtuvo el respaldo de Sir Henry Sidney. Su posición era difícil y se quejó de tener que mantener a sus hombres de su bolsillo, pero se mostró hábil en sus negociaciones con Sorley Boy MacDonnell, y Sidney, durante su visita en octubre de 1568, consideró muy positivamente el desempeño de la tarea encomendada. En julio de 1569 fue enviado en ayuda de Sir Peter Carew contra los Butler, resultando herido cerca de Carlow . Fue elogiado calurosamente por Sir William Fitzwilliam y Sir Edward Fitton, y el 22 de marzo de 1571 fue nombrado recaudador de aduanas de Strangford, Ardglass y Dundrum .
En la primavera de 1571 visitó Inglaterra, donde abogó por colonizar el norte de Irlanda con ingleses para tratar de frenar el aumento de la influencia escocesa. El 5 de octubre de 1571 obtuvo una concesión del país de MacCartan, correspondiente a la baronía de Kinelarty en el condado de Down, a condición de que lo colonizara con súbditos civiles y leales antes del 28 de marzo de 1579. En su regreso a Irlanda en febrero de 1572 capturó un barco español en el canal de la Mancha. El 10 de abril recibió el encargo de aplicar la ley marcial en MacCartan, pero una indiscreción sobre sus planes de colonización en Ardes y Upper Clandeboye, provocó la oposición irlandesa y obstaculizó la puesta en marcha de su plan. Logró someter temporalmente a Sir Brian O'Neill en octubre de 1572, y al mes siguiente capturó a la hija menor de O'Neill; pero, a pesar de sus esfuerzos, y de los de Walter Devereux, conde de Essex, no logró establecerse permanentemente. Essex envió a Malby a informar al consejo privado en diciembre de 1574 y regresó a Irlanda el 5 de mayo de 1575 con instrucciones especiales para el conde de Essex y una orden para su propia admisión en el consejo privado. Había causado una buena impresión a Robert Dudley, conde de Leicester y a Francis Walsingham, que lo recomendaron a la reina para el gobierno de Connacht, aunque pasarían varios meses hasta que ocupara efectivamente el cargo. Durante el verano de ese año participó en la expedición de Essex contra Sorley Boy MacDonnell, y pudo haber participado en la masacre de los MacDonnell en la isla de Rathlin .

## Lord Presidente de Connacht
Acompañó a Sir Henry Sidney a Connacht en septiembre de 1576 y, tras ser nombrado caballero el 7 de octubre, fue nombrado coronel o gobernador militar de la provincia. Tras su nombramiento, Malby procedió contra John y Ulick Burke, hijos del conde de Clanricarde, atacando sus territorios. En octubre de 1577, tras resolver una disputa entre O'Conor Don y MacDonough, atacó el castillo de Bundrowes a petición de O'Connor Sligo y, tras tomarlo a los O'Donnell, se lo devolvió a O'Conor Sligo. No obstante, desconfiando de este último, nombró a Richard MacSwine Gran Sheriff de Sligo. Poco después, O'Donnell invadió el condado, mató al sheriff y sitió Bundrowes, obligando a Malby a regresar y, aunque expulsó a O'Donnell del condado, no pudo capturarlo. En Sligo, de regreso a Roscommon, llegó a un acuerdo con Brian O'Rourke, pero el acuerdo no duró mucho, debido a la negativa de O'Rourke a expulsar a ciertos acuñadores que mantenía. En abril de 1578, Malby invadió su país, capturó su castillo principal y pasó por la espada a toda la guarnición.
En el otoño de 1578 partió a Inglaterra y regresó a Irlanda en mayo de 1579, con el título superior de presidente de Connaught. Tras el fracaso del proyecto de colonización de Essex, le fue revocada su concesión del país de MacCartan, por consejo de Sidney; pero él, el 12 de abril de 1579, recibió una concesión del territorio y señorío de Roscommon, junto con una renta anual de 200 libras de la composición pagada por los O'Farrell y ciertas tierras en Longford. Durante su estancia en Inglaterra, pese al mal comportamiento de sus subordinados, Connacht permaneció tranquilo; Al estallar la Segunda Rebelión de Desmond de James Fitzmaurice, Malby marchó sobre Limerick en apoyo del Lord Justicia, Sir William Drury, que se encontraba enfermo. El 3 de octubre derrotó a Sir John y Sir James de Desmond en Monasteranenagh, en el condado de Limerick. Desconfiando de la lealtad del conde de Desmond. y tras varios esfuerzos infructuosos por lograr su cooperación, lo trató como a un rebelde; por su parte, Desmond acusaba a Malby de que su actitud represiva era la principal causa de su rebelión.
A la llegada del conde de Ormonde en noviembre para ponerse al frente del ejército en Munster, Malby regresó a Connacht. Por su adhesión a la facción de Leicester, entre otras razones, Malby estaba en contra de Ormonde, a quien posteriormente acusaría de mentir sobre sus servicios en Munster y de incitar al desorden en Connacht. A excepción de Richard Burke, llamado Richard del Hierro o Iron Dick, ninguno de los jefes de Connacht había mostrado ninguna simpatía activa por los rebeldes de Munster. En febrero de 1580, Malby invadió el territorio de Burke, que se refugió en Clew Bay para rendirse finalmente a la guarnición de Burrishoole. Durante el asedio de Carrigafoyle, Malby colaboró con Sir William Pelham, enviando suministros desde Connacht. En agosto O'Rourke, contando con la llegada de ayuda extranjera, se rebeló y desmanteló el castillo de Leitrim . Malby reaccionó inmediatamente y reparó y guarneció el castillo, derrotando a los rebeldes. Partió inmediatamente hacia Dublín para ayudar al lord diputado Arthur Grey en la guerra contra Baltinglas y Fiach McHugh O'Byrne, donde fue testigo de la derrota de las fuerzas inglesas en la batalla de Glenmalure .
O'Rourke se levantó nuevamente y obligó a Malby a regresar a Connacht, provocando la retirada del rebelde; pero, por otra parte, John y Ulick Burke, a instancias del obispo católico de Kilmacduagh, habían proclamado una guerra religiosa y estaban intentando ayudar a los españoles sitiados en Smerwick. Gray procedió a enviar refuerzos, pero a finales de enero de 1581 Malby anunció su éxito. O'Rourke aprovechó la situación para invadir Roscommon, pero Malby respodió y O'Rourke tuvo que pedir la paz. Hacia finales de febrero, un grupo de seiscientos escoceses invadió Connacht a petición de los Burke, pero Malby les salió al paso y los obligó a cruzar el río Moy. En Strade Abbey, en el condado de Mayo, resolvió una controversia entre Richard de Iron Burke y Richard MacOliver, concediendo el título de MacWilliam al primero y nombrando al segundo sheriff del condado de Mayo.
En mayo acordó una breve paz con los Burke, con la intención de visitar la corte, pero cuando estallaron las hostilidades entre Turlough Luineach O'Neill y Hugh O'Donnell en julio, recibió la instrucción de apoyar a O'Donnell. Marchó hasta Lifford y, tras destruir la ciudad, se unió al lord diputado. A finales de noviembre viajó a Inglaterra para informar sobre la situación general en Irlanda pero fue acusado de conducta violenta, tiránica y corrupta durante su administración, y la reina decidió escuchar el caso. Regresó a Irlanda el 21 de mayo de 1582, donde a principios de julio, Con O'Donnell, instigado por Turlough Luineach, invadió Sligo. Malby se quejó de que la orden que le prohibía reclutar hombres sobre el terreno le incapacitaba para afrontar este peligro. Pero O'Conor Sligo respondió y, cuando Malby se acercó, O'Donnell cruzó rápidamente el río Erne .
Después de esto, no ocurrió nada durante su vida que perturbara la paz de su gobierno. El 4 de marzo de 1584 murió en Athlone, lamentando haber sido tratado injustamente por la Reina. "Era un hombre docto en las lenguas y hablas de las islas del oeste de Europa, un hombre valiente y victorioso en las batallas", según los Anales de los Cuatro Maestros, sa 1584.

## Familia
Malby se casó con Thomasine, hija de Robert Lamb de Leeds. Tuvo un hijo, Henry, que le sucedió, y se casó con Elizabeth, nieta de Sir Francis Jobson, lugarteniente de la Torre de Londres; aparentemente murió en noviembre de 1602, mientras servía en Connacht; y una hija, Ursula, que estuvo casada en primer lugar con Anthony Brabazon y en segundo lugar con Sir Thomas Burke.